# Piode
Piode je italská obec v provincii Vercelli v oblasti Piemont.
K 31. prosinci 2011 zde žilo 196 obyvatel.

## Sousední obce
Campertogno, Pettinengo (BI), Pila, Rassa, Scopello